# ヘカトストス (小惑星)
ヘカトストス (2245 Hekatostos) は小惑星帯に位置する小惑星。ロシアの女性天文学者リュドミーラ・チェルヌイフがクリミア天体物理天文台で発見した。

## 名称
名前はギリシア語で「100番目」の意味で、レニングラード理論天文学研究所とクリミア天体物理天文台の共同観測プログラムによる小天体の発見が100個に達したことから命名された。